# Cratere Ginandi
Ginandi è un cratere sulla superficie di Callisto.